# Stawy w Rumoce
Stawy w Rumoce – zespół trzynastu stawów rybnych w okolicy wsi Rumoka w powiecie mławskim, w województwie mazowieckim, w tym jedenastu nazwanych: Budy Duże, Karczurek, Moczydło, Połomia, Rudka, Staw Olszynowy, Staw przy Drodze, Staw Selektowy, Staw Zimowy, Wnuczek i Żuławy.

## Położenie i charakterystyka
Stawy leżą na południowy wschód od zabudowań wsi Rumoka w gminie Lipowiec Kościelny, w sąsiedztwie rezerwatu przyrody Olszyny Rumockie i rzeki Mławki. Łącznie jest ich 13, w tym 11 nazwanych według państwowego rejestru nazw geograficznych, przedzielonych groblami. Zajmują teren wielkości ok. 100 hektarów, z czego ok. 80 to tafle wody. Według numerycznego modelu terenu udostępnionego przez Geoportal, lustro wody Stawu Zimowego, położonego centralnie w całym kompleksie, znajduje się na wysokości 120,1 m n.p.m.
Pierwsze stawy zostały utworzone w tym miejscu na początku XX w., po uregulowaniu Mławki, na polecenie właściciela majątku Rumoki – Tadeusza Rudowskiego. Pierwotnie zajmowały obszar około 20 ha i były miejscem hodowli karpi i linów. W XXI wieku właścicielem kompleksu jest przedsiębiorstwo Fermy Koźlakiewicz. Hodowane są głównie karpie królewskie i karpie dzikie, a także w mniejszych ilościach liny, sandacze i szczupaki.
Stawy położone są w otulinie rezerwatu przyrody Olszyny Rumockie. Leżą także na obszarze Natura 2000 Doliny Wkry i Mławki i obszarze chronionego krajobrazu Zieluńsko-Rzęgnowskim. Wśród ptaków występują m.in. bocian biały, bocian czarny, bielik, kormoran, rybołów, czapla siwa, czapla biała, łabędź niemy i kaczki. Roślinność przybrzeżną stanowią pałka szerokolistna, trzcina pospolita i tatarak zwyczajny. Ze względu na intensywną działalność związaną z hodowlą ryb liczba gatunków lęgowych ptaków jest niewielka, a roślinność uboga.